# The Very Best of Ram Jam
| Recensione      | Giudizio |
| --------------- | -------- |
| All Music Guide |          |

The Very Best of Ram Jam è una compilation dei Ram Jam pubblicata nel 1990. Nell'album sono incluse tutte le tracce dei precedenti due album della band: Ram Jam e Portrait of the Artist as a Young Ram.

## Tracce
1. Black Betty (Lead Belly) - 3:58
2. Let It All Out (Bartlett) - 4:00
3. Keep Your Hands on the Wheel (Graves, Millius) - 3:35
4. Right on the Money (Bartlett) - 3:11
5. All for the Love of Rock and Roll (Butani, Salen) - 3:01
6. 404 (Kenny) - 3:44
7. High Steppin'  (Bartlett) - 3:41
8. Overloaded (Haberman, LaPallo) - 2:55
9. Hey Boogie Man (Bartlett) - 3:09
10. Too Bad on Your Birthday (Karp, Resnick) - 3:11
11. The Kid Next Door (Love, Strange) - 3:23
12. Turnpike (Goldman, Santoro) - 5:42
13. Wanna Find Love (Goldman, Santoro) - 3:44
14. Just Like Me (Goldman, Santoro) - 4:14
15. Hurricane Ride (Goldman, Santoro) - 4:04
16. Saturday Night (Goldman, Santoro) - 3:33
17. Runway Runaway (Goldman, Love, Santoro, Strange) - 4:47
18. Please, Please, Please (Please Me) (Goldman) - 2:55
19. Gone Wild (Love, Strange) - 3:17
20. Pretty Poison (Love, Strange) - 4:27